# Cruceni, Timiș

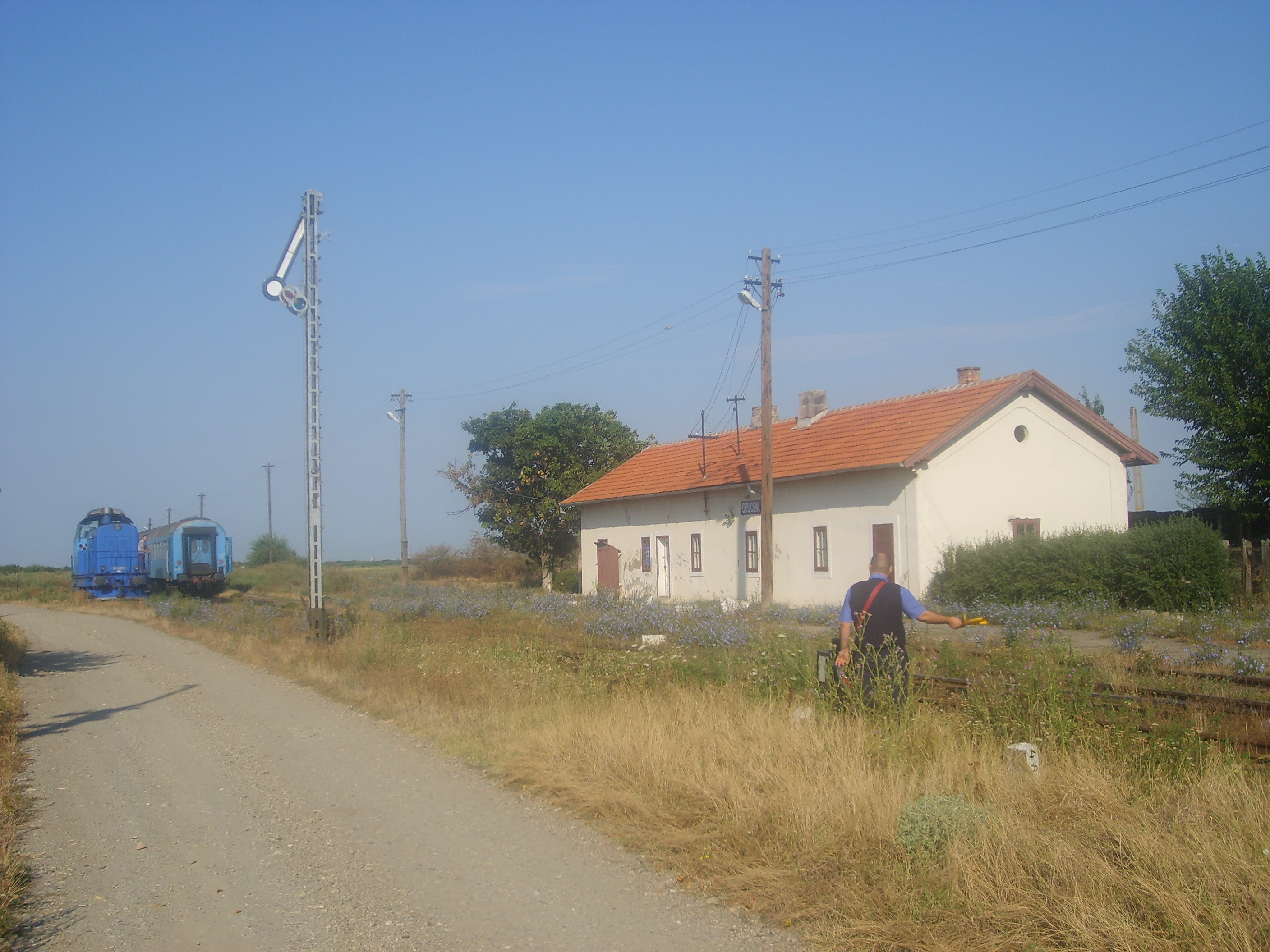
Gara Cruceni (2007)

Cruceni (germană Kreuzstätten, maghiară Temeskeresztes, Keresztes) este un sat în comuna Foeni din județul Timiș, Banat, România.

## Localizare
Cruceni este o localitate de graniță, situată la mică distanță de granița dintre România și Serbia. Se învecinează la nord cu centrul de comună, Foeni este amplasat la 3 km nord, pe drumul național DN59B. Pe același drum dar la sud, se află satul vecin Grăniceri. Cruceni este capăt de linie și are stație de cale ferată proprie la calea ferată Timișoara-Cruceni, linia fiind operată de operatorul privat Regiotrans.
Cruceniul se situează la mică distanță de râul Timiș, într-o zonă cu grad ridicat de risc de inundație. La inundațiile devastatoare din primăvara anului 2005, satul a fost complet inundat și a suferit importante pagube materiale.

## Istorie
Pe teritoriul satului a fost descoperit un cimitir de înhumație din Epoca bronzului, în care au fost găsite mai multe obiecte decorate. 
Numele satului este legat de așa-zisul "locul crucii", unde era amplasat vechiul sat și de unde numele de Cruceni. Localitatea a fost colonizată de germani (șvabi) la 1722, anul primei atestări documentare. Așezarea a fost proiectată după metodele austriece ale satelor de coloniști din Banat, cu străzi drepte și perpendiculare. La 1780 s-a zidit prima biserică, romano-catolică. Cea nouă a fost construită în 1914.
După instaurarea dualismului austro-ungar în 1868, la Cruceni încep să vină primele familii de unguri, cultivatori de tutun. Se instalează atunci 75 de familii cărora li se distribuie câte un lot de teren cu câte 1 jugăr de teren intravilan și 7 jugăre de teren arabil. Spre sfârșitul secolului XIX satul devine majoritar unguresc, iar germanii se retrag în alte localități. La 1895 se instalează un nou val de coloniști maghiari, proveniți din toate părțile Ungariei. În această perioadă, până la primul răzbi mondial, administrația maghiară duce o politică de colonizare cu maghiari. În consecință, Cruceniul își dublează populația între 1880 și 1920, trecând de 1.000 de locuitori. După 1921 satul primește numele românesc Cruceni.

## Demografie
La recensământul din 2002, populația Cruceniului era de 533 locuitori, dintre care 286 maghiari (54%), 228 români (43%) și 19 de alte naționalități.